# Manula Kalicka
Manula Kalicka (ur. 25 marca 1952 w Zalesiu Dolnym) – polska pisarka i dziennikarka.

## Życiorys
Ukończyła studia polonistyczne i dziennikarskie na Uniwersytecie Warszawskim. Pracowała jako bibliotekarka, prowadziła księgarnię, obecnie jest właścicielką agencji literackiej Manuskrypt.
Zadebiutowała w roku 2002 powieścią „Tata, one i ja”, która w konkursie zorganizowanym przez Klub Świata Książki i magazyn Elle, zdobyła nagrodę Złote Pióro 2002. Kolejne książki „Szczęście za progiem” i „Wirtualne Zauroczenie” znalazły się na listach bestsellerów.  Jest autorką bestsellerowej trylogii „Dziewczyna z Kabaretu”, „Koniec i Początek”, „Jej Drugie Życie”, a także książki biograficznej „Malarze Polscy” i zbioru pitavali „Gdzie jest głowa Emily Kay?”
Wg powieści „Kochaj i tańcz” powstał musical, wystawiany z powodzeniem w kilku teatrach muzycznych. Książki Manuli Kalickiej zostały przetłumaczone na angielski i wietnamski.
Jako dziennikarka zadebiutowała na łamach tygodnika „Polityka”, do którego napisała cały szereg tekstów biograficznych, pisała też do „Wiedzy i Życia”, „Feniksa”, „Claudii”.  

## Publikacje
Powieści:
- 2002 – Tata, one i ja, Świat Książki,
- 2004 – Szczęście za progiem, Wydawnictwo Prószyński
- 2005 – Wirtualne zauroczenie, Wydawnictwo Prószyński
- 2008 – Rembrandt, wojna i dziewczyna z kabaretu Wydawnictwo Otwarte
- 2009 – Kochaj i tańcz. 20 lat wcześniej, Wydawnictwo W.A.B.
- 2009 – Na rozkaz serca jako Adela Wyrwał, Wydawnictwo Prószyński
- 2010 – Gdzie jest głowa Emily Kay?, Wydawnictwo Nowy Świat
- 2010 – Malarze Polscy – współautorka wraz ze Zbigniewem Zawadzkim i Dominiką Żukowską, Wydawnictwo Imbir
- 2012 – Tutto Bene – współautorka wraz ze Zbigniewem Zawadzkim, Wydawnictwo Prószyński
- 2017 – Dziewczyna z kabaretu (wznowienie powieści Rembrandt, wojna i dziewczyna z kabaretu pod zmienionym tytułem), Wydawnictwo Prószyński
- 2018 – Wszystkie kochanki naszego taty - Wydawnictwo Prószynski,
- 2018 – Koniec i początek, Wydawnictwo Prószyński
- 2019 – Jej drugie życie, Wydawnictwo Prószyński[2]

Zbiory opowiadań:
- Opowiadania letnie a nawet gorące, Wydawnictwo Prószyński
- Opowiadania szkolne, Wydawnictwo Prószyński
- Opowiadania wigilijne, Wydawnictwo Prószyński
- 2015 – Kulminacje (jako współautorka z Januszem Leonem Wiśniewskim), Wydawnictwo Wielka Litera, ISBN 978-83-8032-005-5.